# 2012 في البرتغال
فيما يلي قوائم الأحداث التي وقعت خلال عام 2012 في البرتغال.

## سياسة

### انتهاء فترة المنصب
- 6 نوفمبر – كارلوس سيزار President of the Regional Government of the Azores [الإنجليزية]‏.

## رياضة
- 1 يناير – البرتغال في بطولة أمم أوروبا 2012
- 1 يناير – بطولة إستوريل المفتوحة 2012 - فردي الرجال الفائز خوان مارتن ديل بوترو.
- 1 يناير – جائزة البرتغال الكبرى للدراجات النارية 2012
- 1 يناير – رالي البرتغال 2012
- 1 يناير – نهائي كأس البرتغال 2012 الفائز نادي أكاديميكا كويمبرا.

## أفلام
من الأفلام التي صدرت هذه السنة في البرتغال:
- 1 يناير – المدينة العالمية من إخراج ديفد كروننبرغ.

## وفيات

### فبراير
- 28 فبراير – خايمي غراسا (مواليد 1942) لاعب كرة قدم برتغالي.

### مايو
- 2 مايو – فرناندو لوبيز (مواليد 1935) مخرج أفلام برتغالي.

### سبتمبر
- 2 سبتمبر – ايمانويل نونيز (مواليد 1941)

### أكتوبر
- 19 أكتوبر – مانويل أنطونيو بينا (مواليد 1943) كاتب برتغالي.
- 26 أكتوبر – كارلوس آزيفيدو (مواليد 1949)

### نوفمبر
- 15 نوفمبر – لويس كاريرا (مواليد 1976) متسابق دراجات نارية برتغالي.

### ديسمبر
- 7 ديسمبر – أرماندو كوستا (مواليد 1949) لاعب كرة قدم برتغالي.
- 29 ديسمبر – باولو روكا (مواليد 1935)